# Paphiopedilum purpuratum
Paphiopedilum purpuratum é uma espécie de orquídea terrestre, família Orchidaceae, que habita o sul da China. Há uma variedade, denominada hainanense, cuja procedência é de Hainan, na China.